# Бараш (фільм)
«Бара́ш» (Barash) — ізраїльський комедійно-драматичний фільм 2015 року, перший повнометражний ігровий фільм режисера Міхаля Вініка. Світова прем'єра стрічки відбулася 20 вересня 2015 на 63-му Міжнародному кінофестивалі у Сан-Себастьяні. Фільм брав участь у конкурсній програмі «Сонячний зайчик» 45-го Київського міжнародного кінофестивалю «Молодість».

## Сюжет
17-річна Наама Бараш (Сіван Ноам Шімон) вживає алкоголь і наркотики, весь час розважаючись із друзями, які поділяють ці захоплення. Її спосіб життя — це лише втеча від проблем удома, де батьки постійно сваряться, а одного дня ще й зникає її бунтівна військовозобов'язана сестра. Та коли у школі з'являється новенька дівчина, Бараш уперше в житті переживає закоханість, інтенсивність якої приголомшує дівчину та надає її життю нового сенсу.

## В ролях
| Сіван Ноам Шімон   | ···· | Наама Бараш  |
| Джейд Сакорі       | ···· | Дана Ґершко  |
| Дівр Бенедек       | ···· | Гідон Бараш  |
| Іріт Паштан        | ···· | Мішель Бараш |
| Бар Бен Вакіл      | ···· | Ліора Бараш  |
| Реут Аккерман      | ···· | Дракула      |
| Олег Родовільський | ···· | Олег         |

## Визнання
| Рік  | Нагорода                                             | Категорія          | Номінант         | Результат |
| ---- | ---------------------------------------------------- | ------------------ | ---------------- | --------- |
| 2015 | 31-й Міжнародний кінофестиваль у Хайфі               | Найкращий сценарій | Міхаль Вінік     | Перемога  |
| 2015 | 31-й Міжнародний кінофестиваль у Хайфі               | Найкраща акторка   | Сіван Ноам Шімон | Перемога  |
| 2015 | 31-й Міжнародний кінофестиваль у Хайфі               | Найкращий актор    | Дівр Бенедек     | Перемога  |
| 2015 | 45-й Київський міжнародний кінофестиваль «Молодість» | «Сонячний зайчик»  | «Бараш»          | Номінація |